# Туристская база

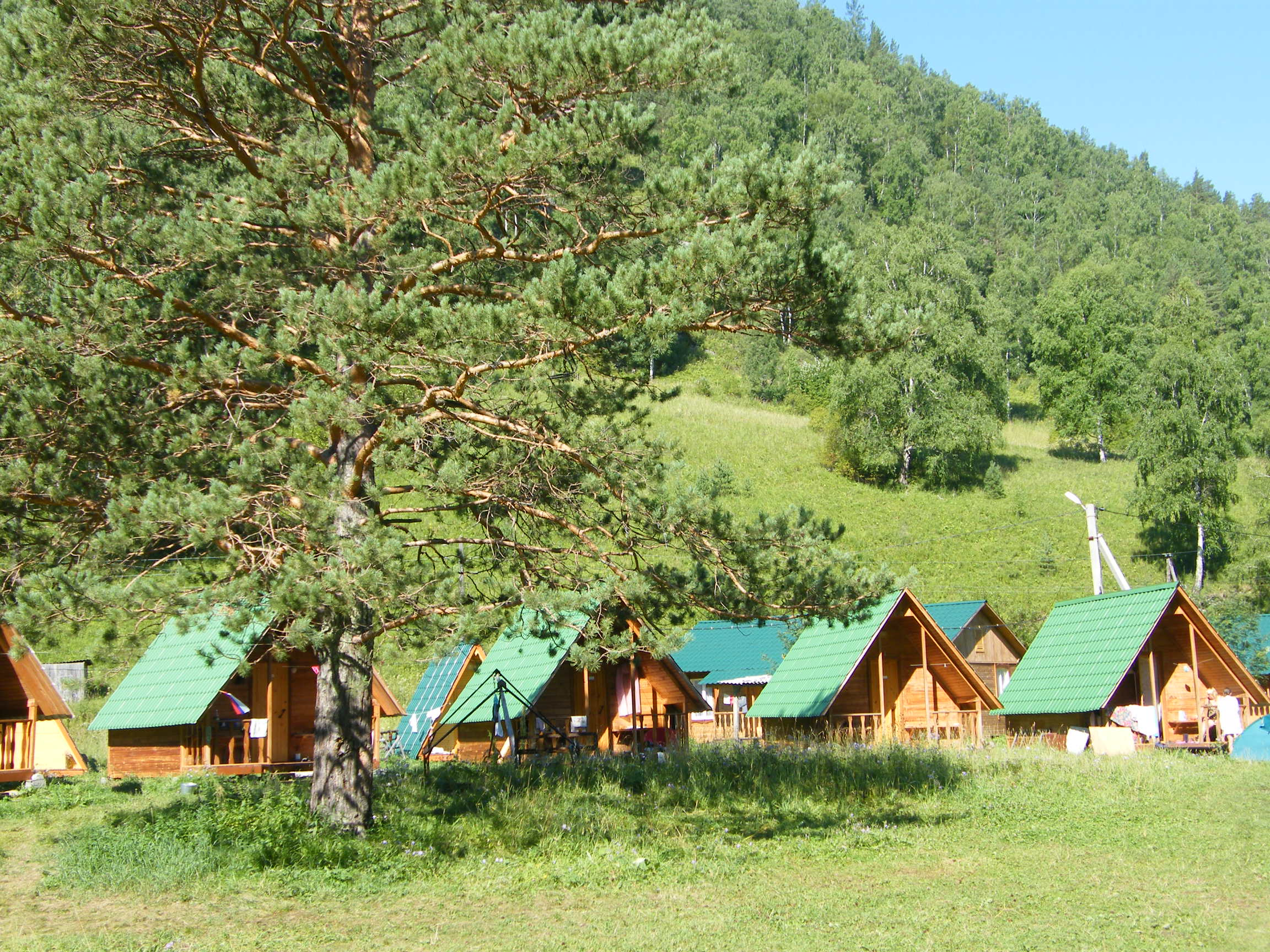
Жилая зона турбазы НГТУ «Эрлагол» в Горном Алтае в 2008 году

Туристская база (сокр. турбаза; пансионат) — отдельное строение либо их комплекс для размещения, организации питания и культурно-бытового обслуживания туристов.
Турбазы как явление появились в СССР в 1921 году (в английском языке используется слово turbaza). Форма существования турбаз подразумевала «путевки», которые получали работники соответствующих организаций. Например в 1934 году в селе Терскол (Приэльбрусье) была «турбаза РККА».
Сопоставимыми, но не тождественными понятиями являются база отдыха, курорт. Однако иногда слова «турбаза» и «база отдыха» могут использоваться как синонимы.

## Описание
Турбазы как одна из форм туристической индустрии ориентированы, большей частью для приёма туристов, занимающихся активным отдыхом, в частности совершающими походы. По организации пребывания в них делятся на сезонные (летние или зимние) и круглогодичные. Типовые услуги включают предоставление ночлега, питание, прокат спортивного инвентаря. Будучи предприятием гостиничного бизнеса, турбазы располагаются в сельской местности, в курортных зонах и регионах традиционных для организации активного отдыха или спортивного туризма. Для размещения туристов могут использоваться капитальные строения гостиничного типа, сезонные помещения (летние домики, шатры и т.д.), а также обустраиваться специальные места для организации палаточных лагерей. Туристские базы могут работать круглогодично или открываться на время туристического сезона.
Традиционно туристские базы организовываются в начале и в конце популярных туристических маршрутов или в местах их пересечения.
Главным отличием от домов отдыха, пансионатов и баз отдыха является организация активного или спортивного отдыха, включающего походы, экскурсии, соревнования и т. д.
В отдалённых районах активно функционирующие турбазы являются экономически значимыми объектами, создающими рабочие места для малочисленного местного населения.

## История
В 1921 году в районе Домбай появилась одна из первых турбаз, которая подразумевала гостиницу (приют), наличие туристического маршрута (лыжного, конного и альпинистского), а также прокат инвентаря. В 1972 году в Северной Осетии (Алагирский район) была открыта турбаза Кахтисар, впоследствии пришедшая в упадок и закрытая в 2009 году. В 1975 году работало около 1000 (из них около 600 принадлежали профсоюзам), во второй половине 1980-х функционировало более 2000.

## Структура
Современные турбазы предполагают охраняемую территорию, места для парковки, номера в малоэтажных домах для временного проживания, источники воды, столовую (с фиксированным режимом питания), спорт-площадки, электричество (иногда для этой цели приобретается генератор), Интернет, а также трансфер от транспортного узла, экскурсии, рыбалку, сбор ягод, прогулки, катание, купание.